# Paul Young (Desperate Housewives)
Paul Young (nombre de nacimiento:Todd Forrest) es un personaje ficticio de la serie de televisión ABC Desperate Housewives. El personaje es interpretado por el actor Mark Moses. Es el viudo de Mary Alice Young, la narradora del programa. Después de abandonar el programa en la tercera temporada, Paul regresó a la final de la sexta temporada y vuelve a ser habitual en la séptima temporada, en la que es el centro del misterio de la temporada.

## Historia

### Temporada 1
En 1993 la esposa de Paul, Mary Alice asesinó a Deirdre Taylor después de que reclamó a su hijo, Dana Taylor, ahora conocido como Zach Young, después de ser secuestrado y criado por los Young como hijo. El cuerpo de Deirdre fue descuartizado y puesto en un baúl de juguetes que fue oculto debajo de la futura piscina que al día siguiente le pondrían el concreto.
Después de que Mary Alice recibió una nota amenazante sobre su oscuro secreto, se suicida. Paul escarbó debajo de la piscina y se deshizo del baúl en un río cercano. Las amigas de Mary Alice encontraron la nota y se la dieron a Paul.
Más tarde, Paul descubrió que su vecina, Martha Huber fue responsable de la nota y la confrontó, preguntándole por qué lo envió; pero Martha no mostró remordimientos, diciendo "Mary Alice era una persona horrible". Esto hizo enfurecer a Paul y la asesinó, su cuerpo lo puso en una bolsa para basura y lo enterró en el bosque.
Trató de culpar a Mike Delfino. Sin embargo, la hermana de Martha, Felicia Tilman, reconoce a Mary Alice, revelando que los nombres reales de Paul y Mary Alice son Todd y Angela Forrest. Trabajó con Mary Alice en Utah y sabe que capturaron al hijo de Deirdre.
La policía encontró los restos de Deirdre en el río y comienza a hacer preguntas. Susan Mayer sospechó de Paul sobre el asesinato de Martha Huber, además de que Felicia lo amenazó con el diario de Martha si no se iba. Ella le dio a Paul copias del diario de Martha y le dio a Mike los originales.
Paul se fue y Zach se quedó con Felicia. Más tarde, Felicia le pidió a Mike que asesinara a Paul, sabiendo que Mike tuvo una relación con Deirdre. Zach no quería quedarse con Felicia; y, cuando ella le cuenta que Paul ya no iba a regresar, Zach la ataca. Más trade, Felicia Tilman convenció a Mike de secuestrar y matar a Paul. Cuando Mike llevó a Paul al desierto en Utah e iba a asesinar a Paul le pregunta el porqué del asesinato de Deirdre y después contarle la historia, Maik concluyó que Zach es su hijo biológico y perdona a Paul dejándolo en Utah.
Temporada 7
Paul Young regresa con su nueva esposa Beth quien resulta ser hija de Felicia Tilman, la cual más adelante se suicida, no sin antes donarle su riñón a Susan, después de eso Paul hace las paces con Susan y después de pensar que Susan intentó envenarlo, tuvo un último enfrentamiento con Felicia. Pará terminar confesando la muerte de su hermana.